# زبیگنیف سوشنسکی
زبیگنیف سوشنسکی (لهستانی: Zbigniew Suszyński؛ زادهٔ ۲۶ ژوئیهٔ ۱۹۶۱) بازیگر اهل لهستان است.
از فیلم‌ها یا مجموعه‌های تلویزیونی که وی در آن‌ها نقش داشته‌است، می‌توان به جادوگر جوان، فرصت دوباره، سیاست، بازخورد، گوش آقای رئیس، خیوکا، حوزه استحفاظی ۱۳، قسمت دوم،خودِ زندگی، سال‌های شیرین، تاج پادشاهان، خانواده جایگزین، راه‌های آزادی، قانون حقیقی، شامانکا، کلبه جنگلی، کورشده از نور، پدر متیو، هتل ۵۲ و قضاوت درباره فراچیشکا کووسا اشاره نمود.